# CryptoParty
L'organisation CryptoParty est un mouvement populaire mondial visant à enseigner au grand public les bases de la cryptographie pratique telle que l'utilisation de réseaux anonymes comme Tor, de réseaux privés virtuels, d'outils de chiffrement comme TrueCrypt ou de signature de correspondances ou de données. Le projet consiste principalement en l'organisation d'ateliers publics. Ces rencontres peuvent aussi être l'occasion de signature de clés.

## Origine

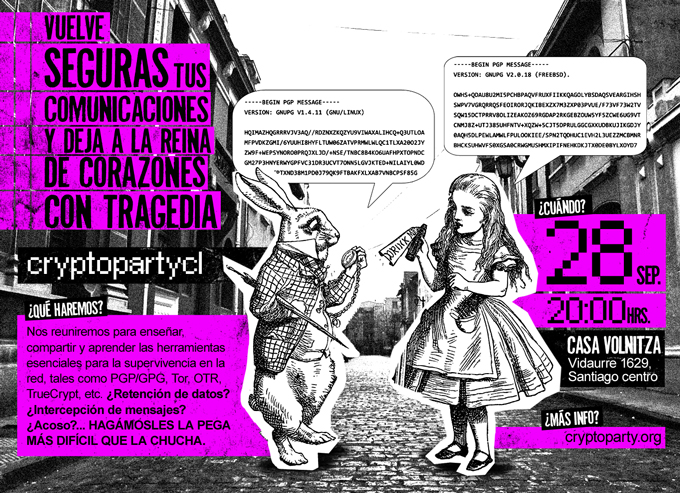
flyer pour une CryptoParty à Santiago au Chili reprenant les personnages d'Alice aux pays des merveilles

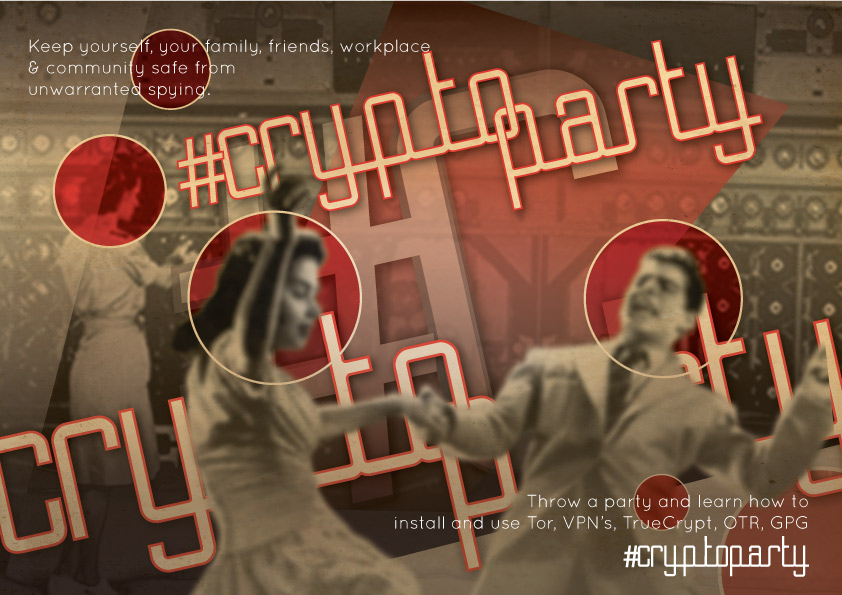
Image promotionnelle. L'appareil en arrière-plan est une bombe électromécanique qui a aidé à décrypter les codes allemands d'Enigma durant la Seconde Guerre mondiale

CryptoParty est un mouvement successeur des Cypherpunks des années 1990. Le mouvement a démarré à la fin du mois d'août 2012 durant une conversation informelle sur Twitter entre une défenseure australienne de la vie privée (qui se fait appeler Asher Wolf) et des experts de la sécurité informatique à la suite du passage du Cybercrime Legislation Amendment Bill 2011 et à la proposition d'une conservation des données durant deux ans dans ce pays. Le mouvement s'organise de lui-même et devient viral. Une douzaine de CryptoParties autonomes s'organisent ainsi en quelques heures dans des villes à travers toute l'Australie, les États-Unis, le Royaume-Uni et l'Allemagne. Beaucoup d'autres CryptoParties sont rapidement organisées au Chili, aux Pays-Bas, à Hawaï, en Asie, etc. L'utilisation de Tor en Australie connaît alors une forte augmentation. En raison du nombre de participants - 130 personnes parmi lesquelles des vétérans du mouvement Occupy London -  la CryptoParty de Londres doit être déplacée du London Hackspace vers le campus Google dans la Tech City dans l'est de la ville.

## En France
En France, le mouvement est arrivé après les révélations d'Edward Snowden en 2013. Les CryptoParty sont aussi connues sous le nom de Chiffrofête ou Café vie privée, et plusieurs collectifs se sont formés dans des grandes villes telles que Marseille, Lille, Lyon, et Rennes.

## Exemples d'activités pratiquées
- Initiation à la cryptographie et au chiffrement.
- Initiation au chiffrement de bout en bout (exː OpenPGP).
- Key signing party : traduisible en "fête des signatures de clés (de chiffrement)".
- Initiation aux moyens de chiffrement des dispositifs de stockage de données (exː disque dur) : chiffrement à la volée.
- Découverte des technologies de P2P anonyme, en particulier le Ami à ami.
- Contre-culture : découverte d'initiatives permettant d'échanger des fichiers informatiques hors réseau Internet (exː PirateBox, Dead Drop)
- Sensibilisation aux inconvénients des messageries web commerciales, et à l'intérêt des logiciels clients de messagerie.
- Sensibilisation aux GAFAM, à l'intérêt de promouvoir les initiatives de redécentralisation d'Internet.
- Sensibilisation en faveur des fournisseur d'accès à Internet associatifs (exː FDN).
- Sensibilisation aux atouts des logiciels libres concernant la sécurité des systèmes d'information, la sécurité des données et la protection des données personnelles.
- Sensibilisation à la surveillance globale.
- Sensibilisation à la neutralité du réseau.